# Jaguar (Knott’s Berry Farm)
Jaguar in Knott’s Berry Farm (Buena Park, Kalifornien, USA) ist eine Stahlachterbahn vom Modell Tivoli des Herstellers Zierer Rides, die am 17. Juni 1995 eröffnet wurde.
Die 793,1 m lange, von Werner Stengel konstruierte Strecke erreicht eine Höhe von 19,8 m und besitzt eine maximale Querneigung von 57,6°. Weiter wurden zwei Lifthills verbaut, wovon der zweite die maximale Streckenhöhe erreicht. Dessen First Drop ist 13,7 m hoch und besitzt ein Gefälle von 20°. Der Streckenabschnitt zwischen dem ersten und dem zweiten Lifthill führt auch durch den Looping von Montezooma’s Revenge. Die Höchstgeschwindigkeit beträgt 56,3 km/h.

## Züge
Jaguar besitzt zwei Züge mit jeweils 15 Wagen. In jedem Wagen können zwei Personen (eine Reihe) Platz nehmen. Die Fahrgäste müssen mindestens 1,22 m groß sein, um mitfahren zu dürfen.